# Lilium pardanthinum

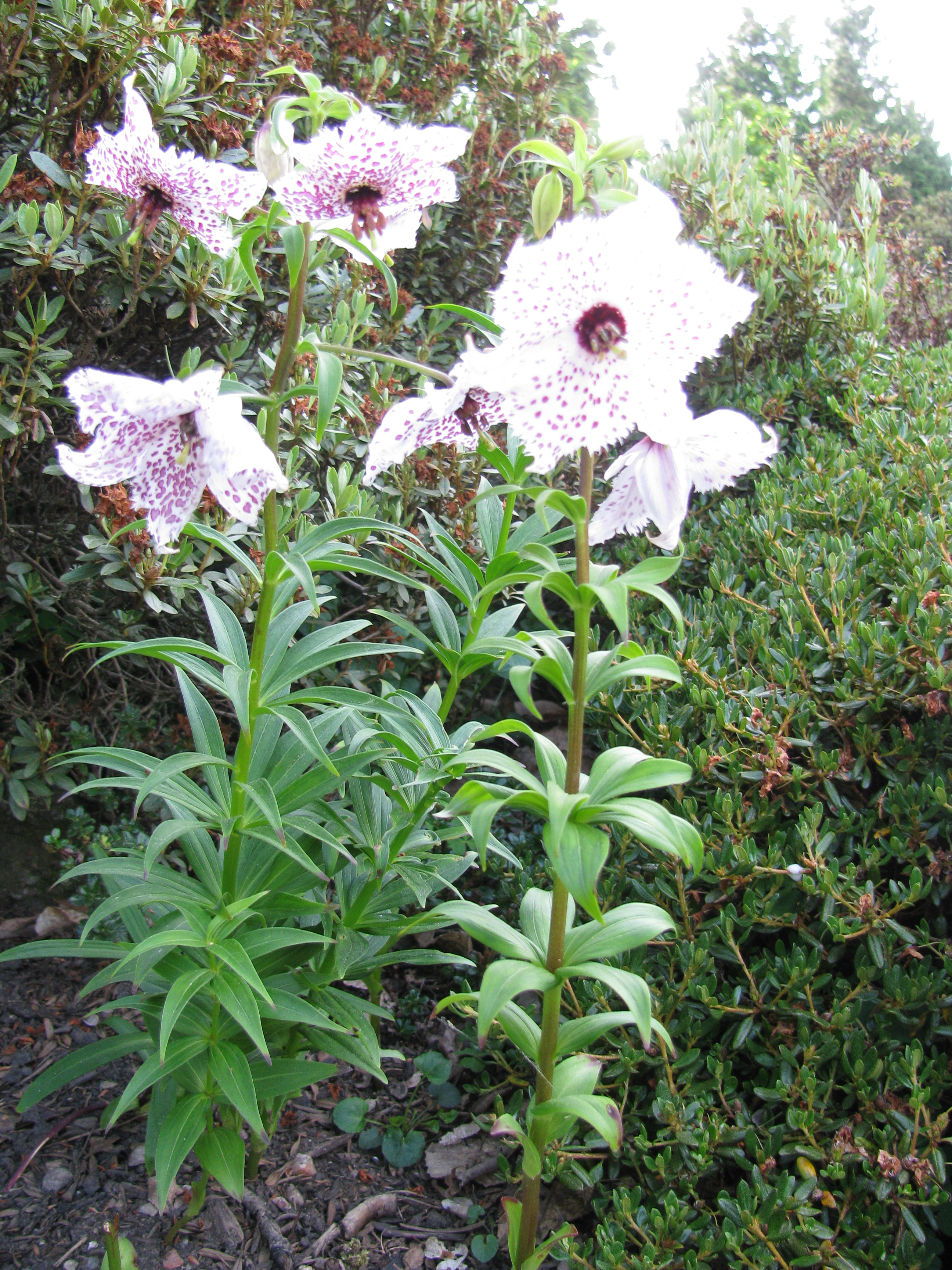
Lilium pardanthinum – Habitus

Lilium pardanthinum ist eine Pflanzenart in der Gattung Lilium innerhalb der Familie der Liliengewächse (Liliaceae). Sie ist in der Grenzregion im Nordosten der Provinz Yunnan in der Volksrepublik China endemisch.

## Merkmale
Lilium pardanthina ist eine ausdauernde, krautige Pflanze. Sie erreicht Wuchshöhen zwischen 25 und 65 Zentimetern, in Extremfällen bis 90 Zentimeter. Die Chromosomenzahl ist auf 2n = 24. Die Keimung der Samen erfolgt oberirdisch (epigäisch).

### Zwiebel
Lilium pardanthinum lebt geophytisch und bildet unterirdische Zwiebeln aus. Diese sind annähernd eiförmig und werden zwischen 2,5 und 3,5 Zentimeter hoch und durchmessen 2 bis 3,5 Zentimeter. Sie sind weiß und färben sich nach blass braun, wenn sie getrocknet werden. Die Zwiebeln sind, wie bei Nomocharis typisch, aus oval-lanzettförmigen Zwiebelschuppen aufgebaut. Die Wurzeln sind Adventivwurzeln, die zum Großteil aus der Zwiebel, teilweise aber auch direkt aus der Sprossachse entspringen.

### Blätter
Die Sprossachse ist aufrecht und papillös. Die Laubblätter stehen in 4 bis 8 Wirteln, zur Spitze hin wechselt die Blattstellung nach wechselständig. Die Blattform ist elliptisch oder lanzettlich. Die Blätter werden etwa 1,0 bis 1,4 Zentimeter breit und 5 bis 7 Zentimeter lang. Die Spreite ist an der Spitze zugespitzt und beidseitig unbehaart.

### Blüten und Früchte
Die Pflanze blüht von Mai bis Juli mit einer oder mehreren sechszähligen, nickenden Blüten. Die Blütenhülle ist schirmförmig und weiß oder rosa. Die äußeren drei Perigonblätter sind schmal eiförmig und zwischen 2,5 und 3,5 Zentimeter lang, sowie 1,5 bis 2,0 Zentimeter breit. Sie sind ganzrandig und an der Spitze zugespitzt. Die drei inneren Perigonblätter sind breit-eiförmig bis fast rund und zwischen 2 und 3 Zentimeter lang sowie 2 bis 3 Zentimeter breit. Sie sind am Rand fransig-geschlitzt und dich mit purpurnen Punkten besetzt, die sich zur Spitze hin in breite Flecken vergrößern. Die Spitze ist angespitzt.
Die gelblich-weißen Staubfäden sind an der Basis zu einem fleischigen Zylinder verwachsen und etwa 6,5 bis 7 Millimeter lang, nach oben hin verjüngen sie sich abrupt. Der Fruchtknoten misst zwischen 6 und 8 Millimetern in der Länge und 2 bis 3 Millimeter im Durchmesser. Der Griffel verdickt sich zur Spitze und ist etwa gleich lang wie der Fruchtknoten (6 und 8 Millimeter). Die Narbe ist köpfchenförmig und oberflächlich dreilappig. Die Nektarien sind purpurrote, fleischige, kissenförmige Zellhaufen. Der Pollen hat eine netzartige Exine und misst im Mittel 70,5 × 47,0 Mikrometer.
Die Fruchtreife ist zwischen Juli und September abgeschlossen. Die länglich eiförmigen Kapselfrüchte sind blass braun. Sie werden etwa 2,5 Zentimeter lang und etwa ebenso breit. Sie sind abgestumpft sechswinklig.

## Verbreitung und Habitate

### Verbreitung
Lilium pardanthinum ist in einem kleinen Areal endemisch. Bestände der Art finden sich in der Grenzregion zwischen dem Nordwesten der chinesischen Provinz Yunnans und Sichuans.

### Habitate
Lilium pardanthinum wächst bevorzugt an Waldrändern und in grasigen Hanglagen. Sie ist in Höhenlagen von 2700 bis 4100 Metern zu finden.

## Botanische Geschichte
Lilium pardanthinum wurde im Jahr 1883 von Pierre Jean Marie Delavay im Cangshan-Gebirge in der Nähe von Dali gesammelt. Adrien René Franchet beschrieb die Art im Jahr 1889 als Typusart der neuen Gattung Nomocharis als Nomocharis pardanthina in Journal de Botanique (L.Morot) Band 3 Seite 113. René Maire sammelte in den Nachbarbergen des Lijiashan einige Nomocharis, die Augustin Hector Léveillé im Jahr 1913 als Nomocharis mairei beschrieb. Im Jahr 1979 erkannte Joseph Robert Sealy, dass es sich um eine Form Nomocharis pardanthina f. punctulata handelte. 2016 wurde die Art mit der Eingliederung der Gattung Lilium durch Yun-Dong Gao neu kombiniert als Lilium pardanthinum (Franch.) Y.D.Gao.
Das Artepitheton pardanthinum setzt sich aus den altgriechischen παρθος (= pardos) auf Deutsch der Leopard oder Panther und άνθος (= anthos) die Blüte zusammen. Dies bezieht sich auf die leopardenfellartigen Flecken auf den Tepalen.

### Systematik
Neben dem nominotypischen Taxon ist die Form Lilium pardanthinum f. punctulata Sealy anerkannt.
In Kultur bildet Lilium pardanthinum Hybride mit Lilium farreri, die Nomocharis x finlayorum Synge genannt werden. Dies spricht für eine enge Verwandtschaft dieser beiden Arten.

## Kultur
Lilium pardanthinum Zwiebeln gelangten schon gegen Ende des 19. Jahrhunderts in den Royal Botanic Garden Edinburgh, wo sie im Jahr 1914 erstmals blühten und auch heute noch zu sehen sind. Trotz der attraktiven Blüten ist die Art in Kultur selten.